# 國立曾文高級農工職業學校
國立曾文高級農工職業學校，簡稱曾文農工，位於中華民國臺灣臺南市麻豆區，為一所技術型高級中等學校。

## 校名沿革
- 1941年4月22日創校，最初校名為「曾文專修農業學校」。
- 1946年2月依台灣學制設立「臺南縣立曾文初級農業職業學校」。
- 1951年2月改制為「臺南縣立曾文農業職業學校」。
- 1968年8月改隸為「臺灣省立曾文高級中學」。
- 1987年8月改制為「臺灣省立曾文高級農工職業學校」。
- 2000年1月1日改隸為「國立曾文高級農工職業學校」。
- 2002年調整雙班之職業科為單班改增設綜合高中4班、體育班1班。
- 2003年9月起實用技能班改為日間上課，實用技能班9班合計54 班 。
- 2005年9月全校計編制班54班。

## 校史
- 1966年新設五年制農科，新增「農藝」、園藝」、「農製」、「畜牧」等四科。
- 1967年「畜牧獸醫科」成立。
- 1968年五年制農科停招新生，增設高工部「機工」、「電工」兩科。
- 1970年農科除「食品加工」及「畜牧獸醫」兩科外，其餘各科逐漸結束，工科再增「電子設備修護」、「機械製圖」及「化工」等三科。
- 1985年夜間部成立設「食品經營科」、「水電技術科」、「電腦微電腦科」、「電腦繪圖科」。
- 1987年8月復科「園藝科」一班。
- 1994年7月增設「汽車修護科重車修護組」一班。
- 1995年7月增設「特殊教育實驗班園藝科」，及一年級「汽車修護科」一班。
- 2019年綜高學術學程改設「普通科(普通高中)」。

## 校訓
- 「誠、樸、勤、毅」

## 學校願景
- 建構學習型學校，發展全人教育

- 1. 快樂生活，健康成長。
- 2. 有效學習，創造智慧。
- 3. 適性發展，激發潛能。
- 4. 積極自信，感恩關懷。

- 理想曾文人

- 1. 具備終身學習的能力
- 2. 具有創造力
- 3. 具有民主素養
- 4. 具備鄉土與國際意識
- 5. 具有人本情懷
- 6. 具有運用科技的能力
- 7. 具有解決問題的能力

## 學校特色
- 一、經勞委會評定合格技術士檢定場地有：丙級檢定場16職類，乙級檢定場9 職類，甲級檢定場3職類，共28職類。
- 二、類科多元：包含工科6科、農科3科、體育班、綜合高中、綜合 職能科， 實用技能班，提供多元、適性教育。
- 三、校地寬廣，規劃完整，極具發展潛力。校園環境優美，各項景觀深具教育功能。
- 四、教師學有專精，熱誠負責，深具人文素養。校內成立教師書畫社、 國樂社、合唱團、英語班、人文氣息濃郁。
- 五、技能訓練與藝文陶冶並重，升學與就業兼顧。成立46種學生社團，重視學生自治活動，圖書館積極推展藝文活動，頗有績效。
- 六、以學校資源協助社區發展，歷年來協辦五王盃排球賽，糾察隊協助麻豆國小學童上放學，頗獲地方好評。
- 七、普通科繁星升學年年紅榜，2019年畢業生錄取臺灣大學公共衛生學系；錄取率年年創佳績。

## 歷任校長
| 任別     | 任職時間                      | 姓名          | 備註     |
| -------- | ----------------------------- | ------------- | -------- |
| 第一任   | 昭和 16年 6月－昭和 18年7月   | 宮本末男 先生 |          |
| 第二任   | 昭和 18年 8月－昭和 20年7月   | 古賀武彥 先生 |          |
| 第三任   | 民國 34年 8月－民國 54年7月   | 李兆彥 先生   | 調職     |
| 第四任   | 民國 54年 8月－民國 72年6月   | 黃為業 先生   | 調職     |
| 第五任   | 民國 72年 7月－民國 80年1月   | 嚴太煃 先生   | 退休     |
| 第六任   | 民國 80年 2月－民國 82年1月   | 葉源皇 先生   | 退休     |
| 第七任   | 民國 82年 2月－民國 90年1月   | 何明堂 先生   | 調職     |
| 第八任   | 民國 90年 2月－民國 94年1月   | 王增築 先生   | 退休     |
| 第九任   | 民國 94年 2月－民國 100年7月  | 林淑娥 女士   | 退休     |
| 代理     | 民國 100年 8月－民國 100年8月 | 連紋乾 先生   | 代理期滿 |
| 第十任   | 民國 100年 8月－民國107年7月  | 徐文法 先生   | 調職     |
| 第十一任 | 民國 107年 8月－民國111年7月  | 徐震魁 先生   | 調職     |
| 第十二任 | 民國 111年 8月－              | 謝旻淵 先生   |          |

## 校舍建築
- 中興大樓
- 行知樓
- 敬學樓
- 勤工樓
- 兆彥館
- 圖書館
- 實踐堂（體育館）
- 活動中心
- 化工館
- 汽車館
- 園藝館
- 機電館
- 畜保館
- 食品加工館

## 教學單位
- 普通科
- 體育班
- 食品加工科
- 畜產保健科
- 園藝科
- 機械科
- 電腦機械製圖科
- 汽車科
- 電機科
- 電子科
- 化工科
- 綜合職能科

- 實用技能學程

- 商用資訊科
- 多媒體技術科
- 電腦繪圖科
- 烘焙食品科
- 汽車修護科

## 外部連結
| - 國立曾文高級農工職業學校（页面存档备份，存于） - 校長室 - 教務處 - 學生事務處（页面存档备份，存于） - 教官室 - 實習處 - 輔導室 | - 綜合高中 - 食品加工科 - 畜產保健科 - 園藝科 - 機械科 - 電子科 - 電機科 - 化工科 - 製圖科 - 汽車科 - 商用資訊科 - 烘焙食品科 - 電腦繪圖科 - 綜合職能科 |